# Joan Albert Farré Santuré
Joan Albert Farré Santuré, homme politique andorran, né en 1968. Il est membre du Parti libéral d'Andorre. Il était conseiller général de 2001 à 2009.